# Hyposmocoma scolopax
Hyposmocoma scolopax là một loài bướm đêm thuộc họ Cosmopterigidae. Nó là loài đặc hữu của Kauai và Molokai.